# Velikaja
A Velikaja (cirill írással, hangsúlyjellel: Вели́кая; jelentése magyarul: „nagy”) folyó az oroszországi Pszkovi terület legnagyobb, 430 kilométer hosszú folyója, a Pszkovi-Csúd tórendszert táplálja délről, a Narva vízgyűjtő területének része. 
Átfolyik Pszkov városán, partjain fekszenek továbbá Opocska és Osztrov városok. Fő mellékfolyói jobbról a Szoroty és a Cserjoha, balról az Issza, Szinyaja és az Utroja.
Ez folyó biztosította a 903-ban alapított Pszkov városának a kijutást a tengerre a Pszkovi-Csúd tórendszeren át.

## Képek

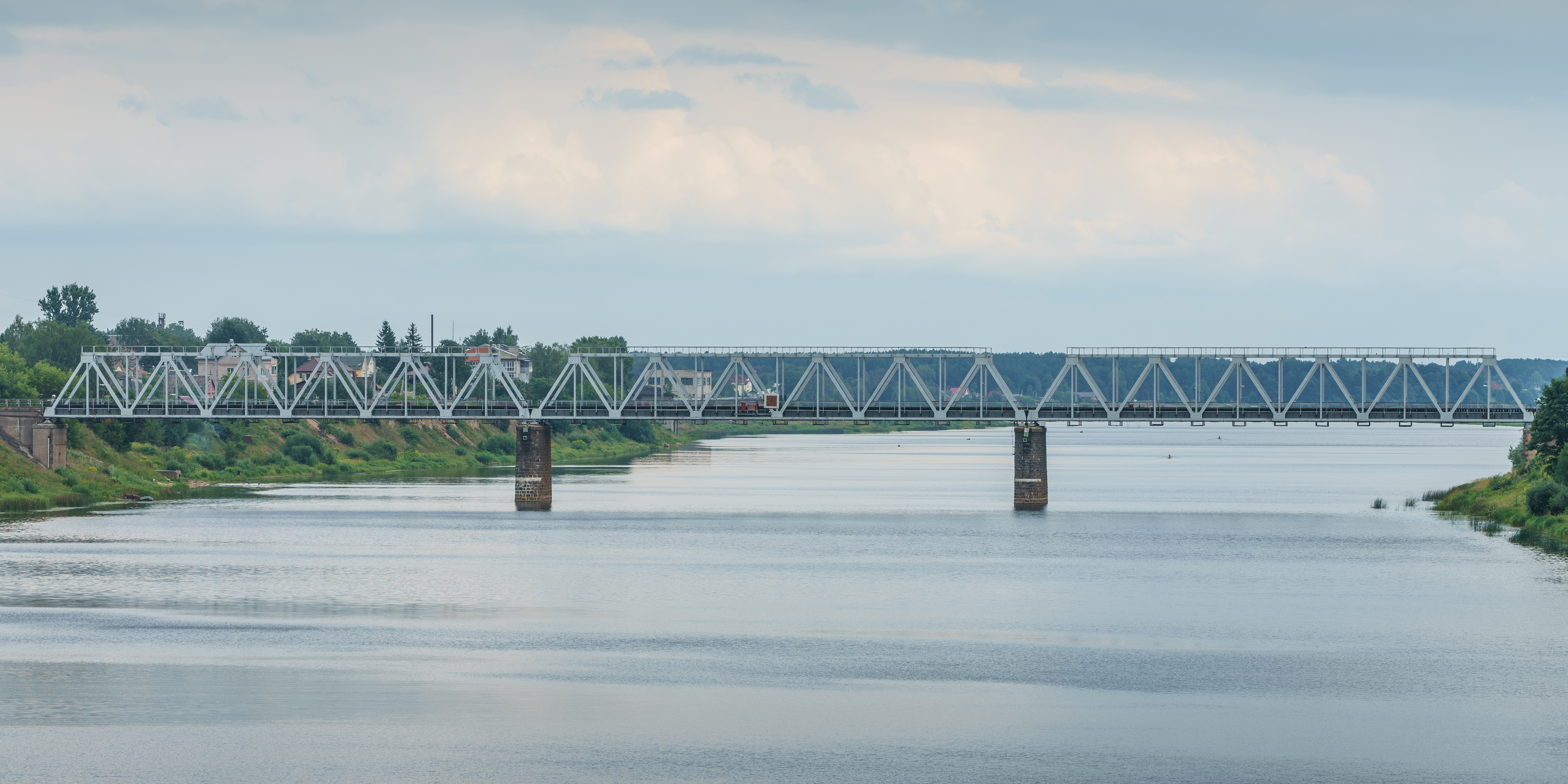
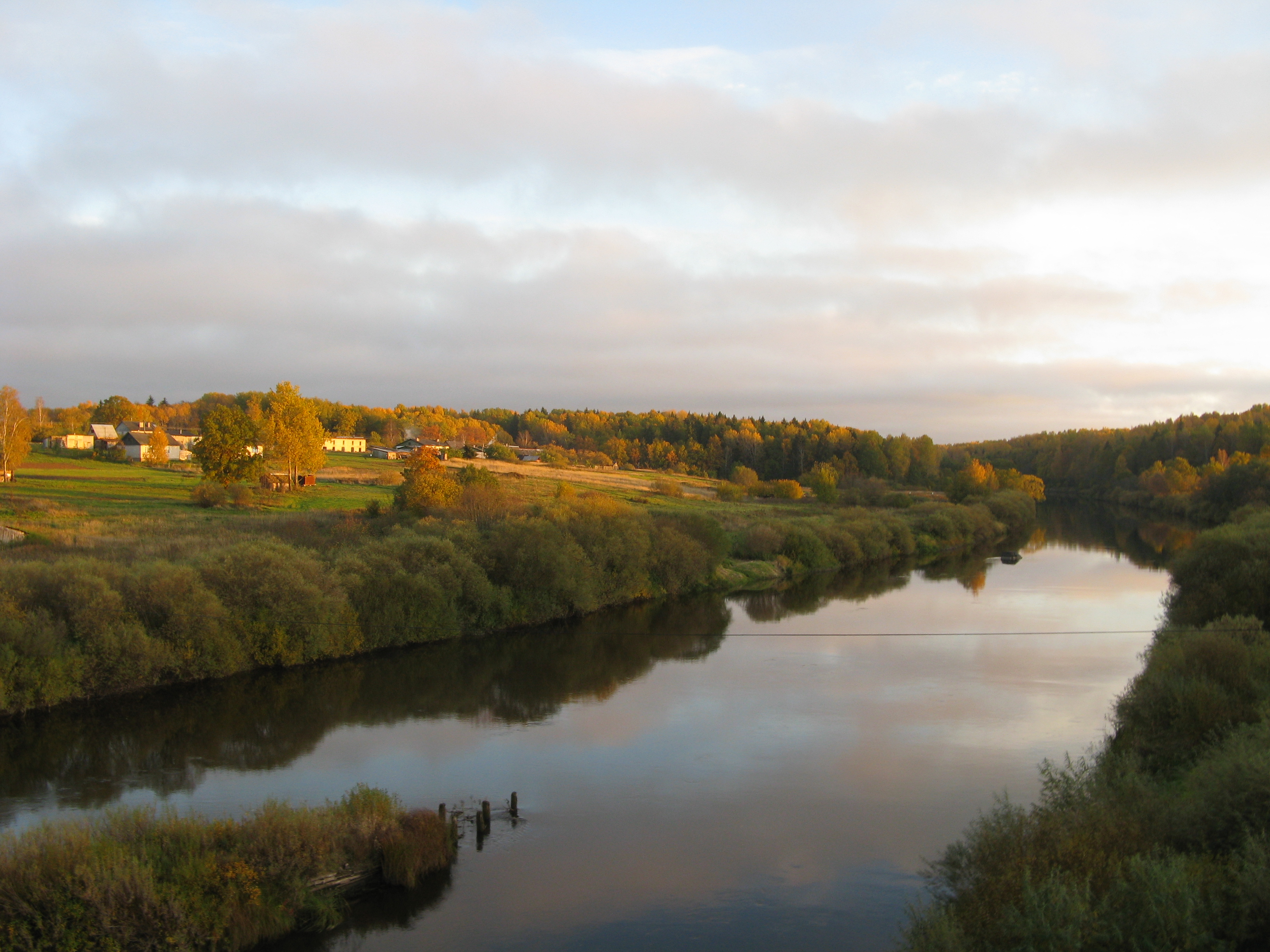
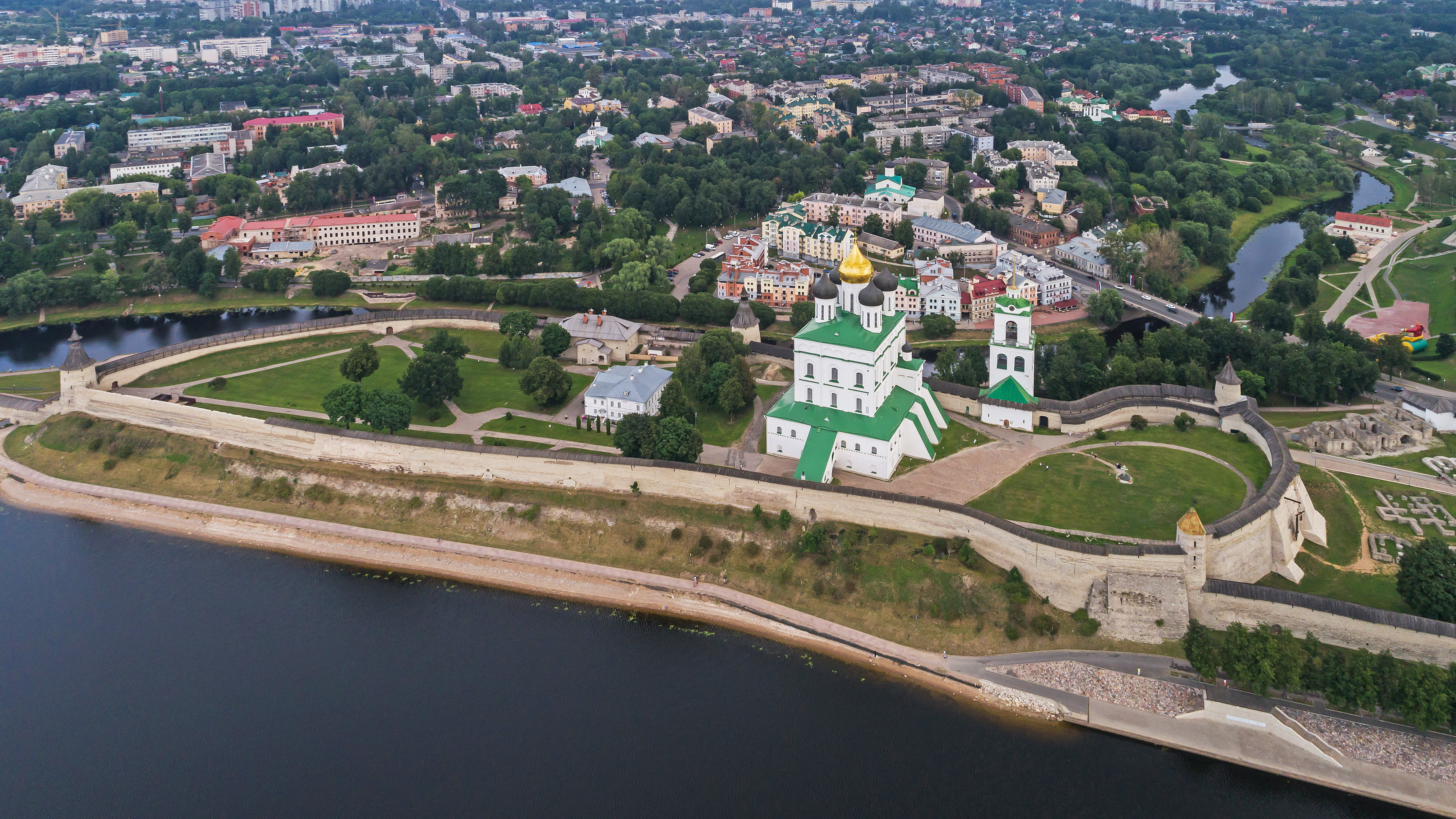